# Lonchocarpus pictus
Lonchocarpus pictus är en ärtväxtart som beskrevs av Henri François Pittier. Lonchocarpus pictus ingår i släktet Lonchocarpus och familjen ärtväxter. Inga underarter finns listade i Catalogue of Life.